# Тростянец (усадьба)

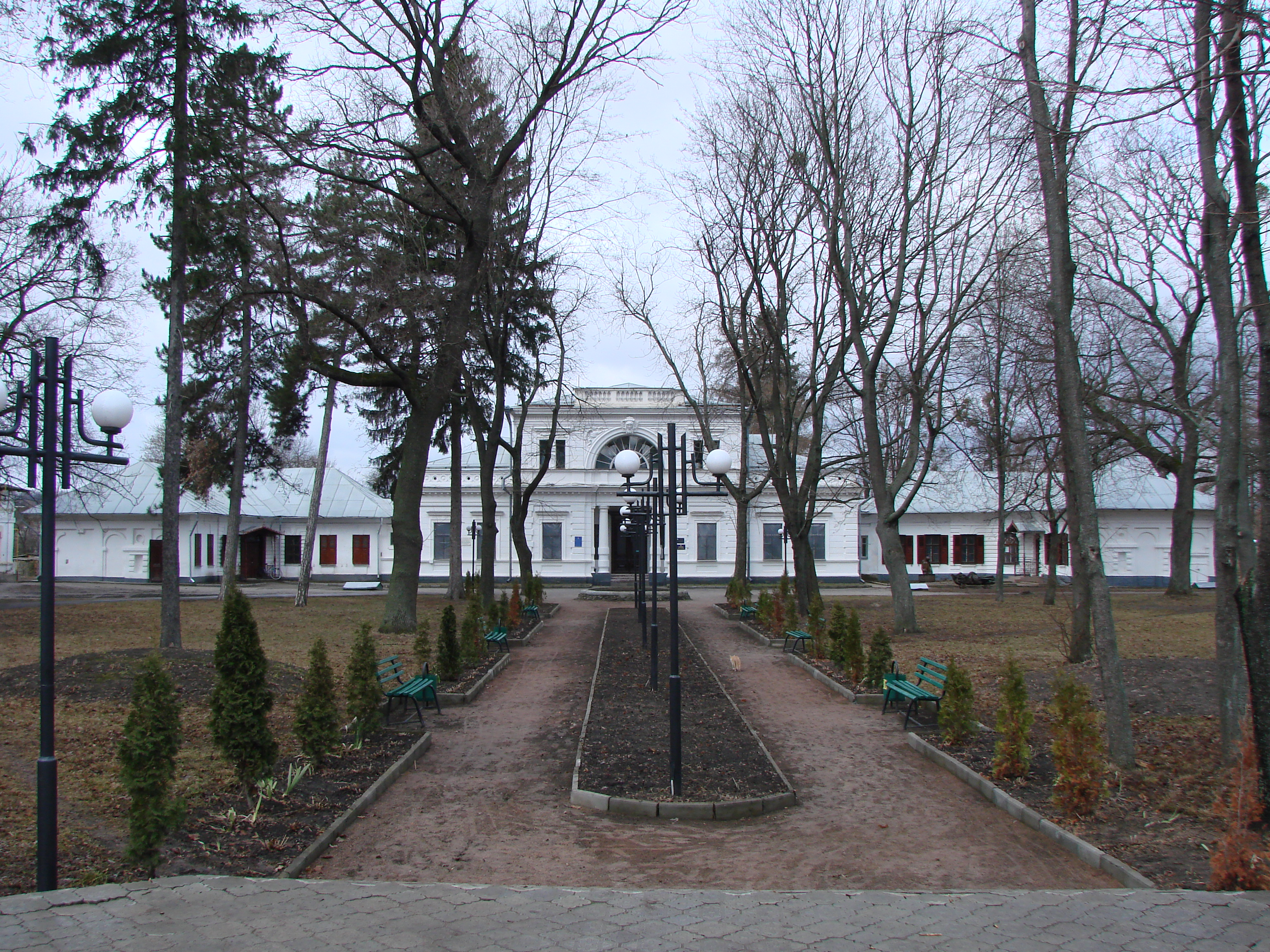
Господский дом после реконструкции, предпринятой Кёнигом

Усадьба Надаржинских-Голицыных находится в городе Тростянец Сумской области Украины. Начало её истории положил в 1720 году царь Пётр I, выделивший 4000 душ крестьян в Тростянце и его окрестностях своему духовнику Тимофею Надаржинскому. В тогдашнем селе Тростянец Харьковской губернии в своё время находился центр усадьбы, бывшей одной из крупнейших и самых богатых в Малороссии. Вторым центром имения был Славгород.
Надаржинские владели поместьем на протяжении 100 лет. В середине XVIII века ими строятся Благовещенская церковь и Круглый двор «для цирка, манежа и хозяйственных нужд». После смерти последнего из внуков Тимофея Надаржинского имение унаследовала его внучка Софья Алексеевна Корсакова (1811—1858), которая в 1832 году стала женой князя Василия Петровича Голицына. 

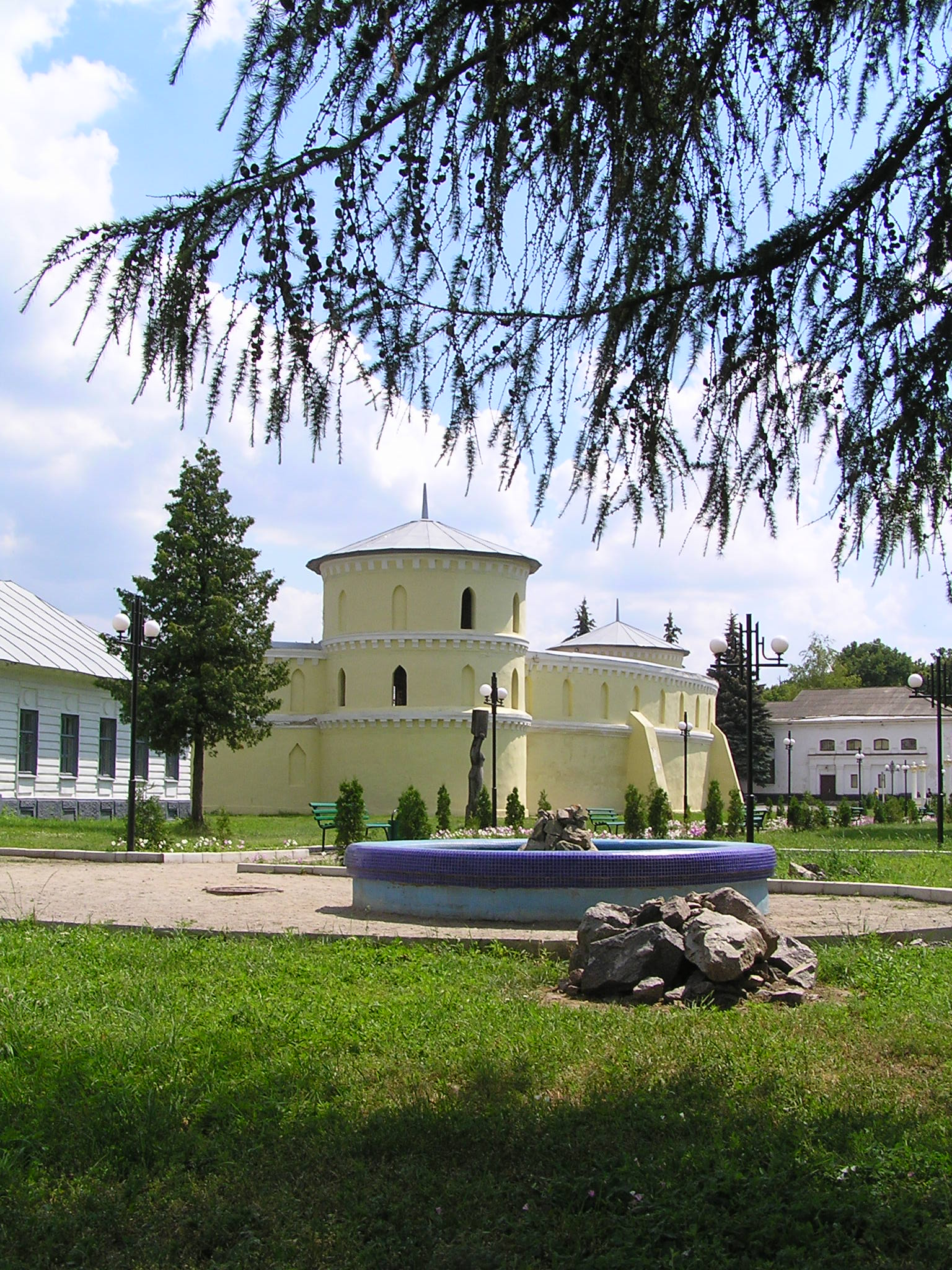
Вид из парка на Круглый двор

После князя Голицына, прозванного в светском обществе «Рябчик», во владение имением вступил его сын Алексей, который пригласил в 1864 году погостить здесь своего однокашника по Училищу правоведения, Петра Ильича Чайковского. Здесь молодой композитор окончил своё первое симфоническое произведение, о чём напоминают памятник в парке и мемориальная доска.
В 1868 году тростянецкое имение купил у князя Голицына купец 1 гильдии А. А. Марк, через 6 лет продавший его миллионеру Леопольду Кёнигу, который налаживал в этих местах производство сахара. При Кёниге старый, екатерининских времён дворец Надаржинских был перестроен. Флигели сохранились практически без изменений, но были соединены с центральным корпусом, получившим криволинейные черты необарокко. Впоследствии Кёниг перенёс свою резиденцию в усадьбу Шаровка.
В интерьере господского дома примечательны танцевальный зал с оригинальным скульптурным и лепным оформлением, а также деревянная лестница. Прочие интерьеры не сохранились.
В отреставрированном здании действует небольшая картинная галерея. В 1983 году в нём основан Тростянецкий районный краеведческий музей. В мае 2012 года на средства компании Kraft Foods в правом крыле был открыт небольшой Музей шоколада.
Из сооружений парка уцелел т. н. Грот нимф — кирпичный павильон с куполом, оборудованный в 1809 году к столетию Полтавской баталии.

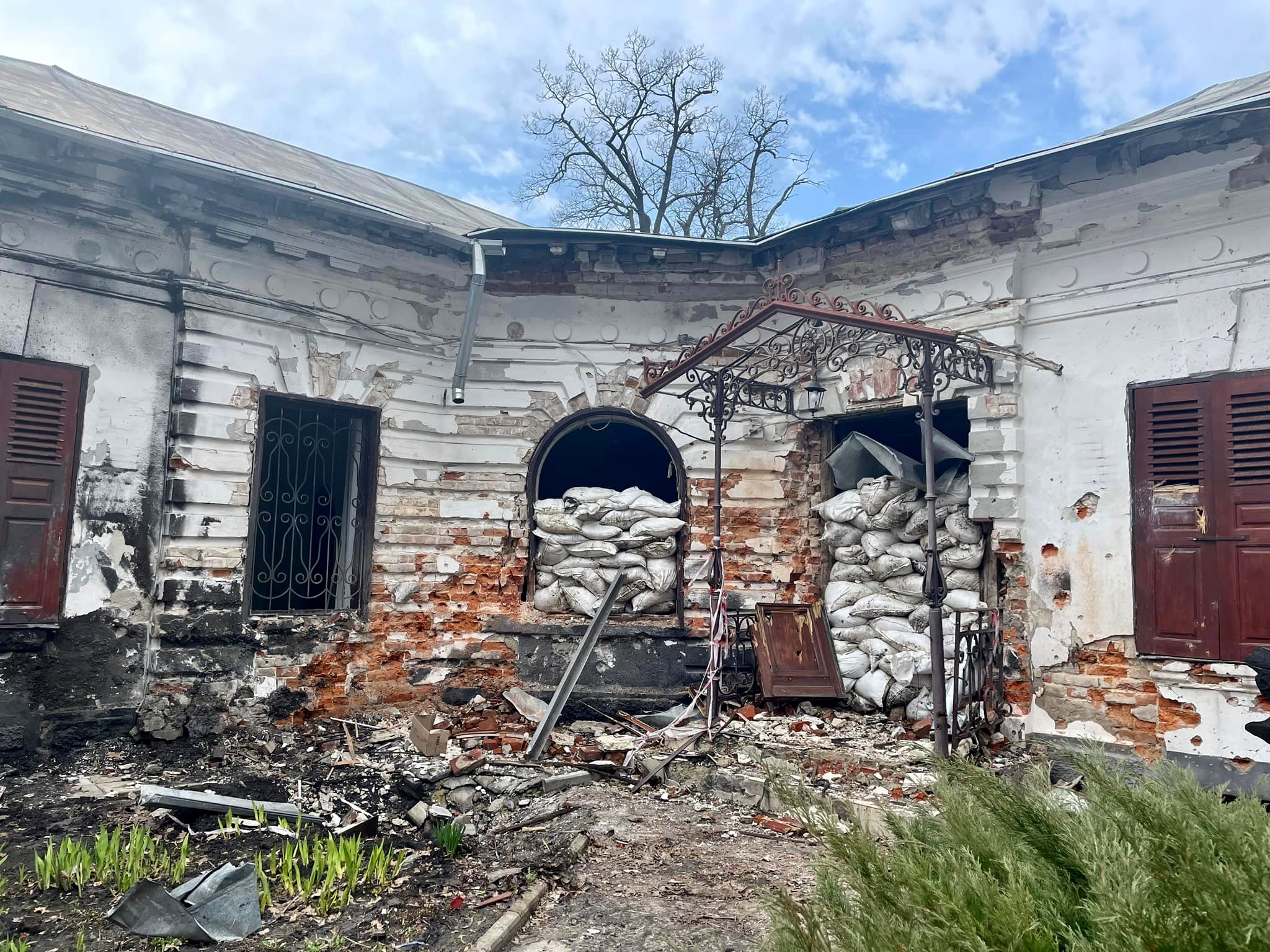
Усадьба после боёв (2022)

В 2022 году здание было повреждено в ходе боёв при вторжении России на Украину.